# سان جرمانو دی بریچی
سان جرمانو دی بریچی (به ایتالیایی: San Germano dei Berici) یک کومونه در ایتالیا است که در استان ویچنزا واقع شده‌است. سان جرمانو دی بریچی ۱۵ کیلومتر مربع مساحت و ۱٬۱۶۷ نفر جمعیت دارد.